# Jutta Weber (Medienwissenschaftlerin)
Jutta Weber (geboren im 20. Jahrhundert) ist eine deutsche Mediensoziologin und Professorin für Medienwissenschaft an der Universität Paderborn.

## Leben
Weber studierte Politikwissenschaft und Philosophie an der Eberhardt Karls Universität Tübingen, sie schloss ihr Studium 1994 mit Auszeichnung ab. Anschließend war sie bis 1999 Stipendiatin an der Universität Bremen, wo sie 2001 ihre Promotion mit Summa cum Laude abschloss. Die Dissertation trägt den Titel Umkämpfte Bedeutungen: Naturkonzepte im Zeitalter der Technoscience. Sie arbeitete anschließend zunehmend interdisziplinär und lehrte unter anderem in den Universitätsfächern Philosophie, Informatik, Kulturwissenschaft, Technikgeschichte und Medienwissenschaft.
Jutta Weber war zwischen 2002 und 2008 als wissenschaftliche Mitarbeiterin sowohl im In- als auch im Ausland tätig. Im deutschsprachigen Raum war sie an der Technischen Universität Braunschweig, der Universität Wien, der Hochschule für Bildende Künste in Braunschweig, der Universität Bielefeld und der Rheinisch-Westfälischen Technischen Hochschule Aachen tätig. Außerdem war sie für längere Forschungsaufenthalte im Ausland am Centre for Science Studies der Lancaster University (UK) und am California Institute of Technology (USA). Seit 2005 nahm Jutta Weber außerdem parallel diverse Gastprofessuren an: an den Universitäten Albert-Ludwigs-Universität Freiburg, Universität Duisburg-Essen, TU Braunschweig, Universität Paderborn, sowie im Ausland an der schwedischen Universität Uppsala, der niederländischen University of Twente und in Wien sowohl an der Universität für angewandte Kunst als auch an der Universität Wien. Während ihrer Zeit als Gastprofessorin am Braunschweiger Zentrum für Gender Studies wurde sie für ihre Lehre mit dem Preis des Niedersächsischen Ministeriums für Wissenschaft und Kultur ausgezeichnet.
Seit Oktober 2011 hat sie die Professur für Mediensoziologie am Institut für Medienwissenschaft der Universität Paderborn inne. Sie beschäftigt sich dabei unter anderem mit der Verschränkung von menschlichen Praktiken und maschinellen Prozessen sowie mit Fragen der Mensch-Roboter-Interaktion.
Weber ist Mitgründerin des Braunschweiger Zentrums für Gender Studies und des Bremer Instituts für Kulturforschung. Des Weiteren ist sie u. a. Gutachterin für die Deutsche Forschungsgemeinschaft DFG, die National Science Foundation (USA), die VW-Stiftung sowie für zahlreiche andere Forschungsverbünde sowie für nationale und internationale Fachzeitschriften. Jutta Weber ist außerdem regelmäßig wissenschaftsjournalistisch tätig und hat sich in den letzten fünf Jahren unter anderem in Republik, Berliner Gazette und 3sat geäußert. Mediale Aufmerksamkeit erhielt sie darüber hinaus vor allem für ihre Einschätzungen zu den Themen Mensch-Roboter-Interaktion und Drohnenkriegsführung.

## Auszeichnungen
- 2011: Preis des Niedersächsischen Ministeriums für Wissenschaft und Kultur für Multimedia in der Lehre an der Technischer Universität Braunschweig[2]

## Schriften
Als Autorin
- Umkämpfte Bedeutungen: Naturkonzepte im Zeitalter der Technoscience. Dissertation, Frankfurt/New York: Campus, 2003, ISBN 978-3-593-37140-5.
- mit Katrin Kämpf: Technosecurity Cultures. In: Science as Culture, 29(1), 2020.
- mit Diana Lengersdorf: Gender, Technik und Politik 4.0. Über digitalen Kapitalismus, disruptive Technologien und neue Regime der Unsicherheit. In: Schwerpunktheft der Zeitschrift „Gender“, 11, 2019.
- mit Karolina Follis und Lucy Suchman: Tracking and Targeting: Sociotechnologies of (In)security. In: Special Issue of ‚Science,Technology & Human Values‘, 2017, doi:10.1177/0162243917731524.
- mit Susanne Krasmann: Game Changer? On the Epistemology, Ontology, and Politics of Drones. In: Behemoth – A Journal on Civilisation, 8(2), 2015.

Als Herausgeberin
- mit Hannelore Bublitz, Käthe von Bose und Matthias Fuchs: Körper, Materialitäten, Technologien. Paderborn: Wilhelm Fink, 2018, ISBN 978-3-8467-6349-0.
- mit Fabian Kröger: Degendering the Driver? In: Special Issue of ‚Transfers. International Journal for Mobility Studies‘, 8(1), 2018.
- mit Karsten Weber and Daniela Cerqui: Ethics in Robotics. In: International Review of Information Ethics, 2, 2006.
- mit C. Bath, Y. Bauer, B. Bock von Wülfingen und A. Saupe: Materialität denken. Studien zur technologischen Verkörperung. Transcript: Bielefeld, 2005, ISBN 978-3-8394-0336-5.
- Interdisziplinierung? Über den Wissenstransfer zwischen den Geistes-, Sozial- und Technowissenschaften. Bielefeld: transcript 2010, ISBN 978-3-8376-1566-1.